# Slåttertjärnen, Lappland
Slåttertjärnen är en sjö i Storumans kommun i Lappland och ingår i Umeälvens huvudavrinningsområde.